# Борагангечув
Борагангечув (чечен. Борагlан гечу, устар. Разакъ-Отар ) — село в Хасавюртовском районе Дагестана, Россия.
Образует муниципальное образование село Борагангечув со статусом сельского поселения как единственный населённый пункт в его составе.

## География
Село расположено на границе с Чечнёй, на правом берегу реки Аксай, к северо-западу от районного центра города Хасавюрт.
Ближайшие населённые пункты: на севере — село Аксай, на юге — село Хамавюрт, на северо-западе — село Энгель-Юрт (Чечня), на северо-востоке — село Аджимажагатюрт, на юго-западе — сёла Нурадилово и Солнечное.

## Этимология
Борагангечув с кумыкского языка означает брод Бораганцев. Бораганцами (или брагунцами) называется этническая группа терских кумыков, в прошлом представлявшая тюркскую народность и населявшая Брагунское княжество.

## История
Основано в 1958 году для размещения чеченцев-репатриантов, которым было запрещено селиться в местах своего прежнего проживания. В основной своей массе во вновь образованном населенном пункте были поселены выходцы из села Ярык-Су.
До 1996 года входило в Нурадиловский сельсовет.
25 апреля 1996 года Народное Собрание Республики Дагестан постановило образовать Борагангечувский сельсовет с административным центром в селении Борагангечув, включить в состав Борагангечувского сельсовета населённый пункт Борагангечув, выделив его из состава Нурадиловского сельсовета.

## Население
| 1939  | 1970  | 1984  | 1989  | 2002  | 2010  | 2012  |
| ----- | ----- | ----- | ----- | ----- | ----- | ----- |
| 166   | ↗977  | ↗1090 | ↗1237 | ↗1562 | ↗1635 | ↗1689 |
| 2013  | 2014  | 2015  | 2016  | 2017  | 2018  | 2019  |
| ↗1738 | ↗1770 | ↗1791 | ↗1827 | ↗1845 | ↗1877 | ↗1908 |
| 2020  | 2021  | 2023  | 2024  | 2025  |       |       |
| ↗1938 | ↗2027 | ↗2051 | ↗2078 | ↗2095 |       |       |

По данным Всероссийской переписи населения 2010 года:
| № | Национальность | Численность, чел. | Доля |
| - | -------------- | ----------------- | ---- |
| 1 | чеченцы        | 1614              | 99 % |
| 2 | другие         | 21                | 1 %  |

## Образование
- Борагангечувская муниципальная средняя общеобразовательная школа[31].

## Известные уроженцы
- Вислан Далхаев — российский чеченский профессиональный боксёр, чемпион и призёр чемпионатов России.
- Муса Хаманаев - российский боец смешанных единоборств, чемпион России по бразильскому джиу-джитсу (2009 год), мастер спорта России по вольной борьбе, чемпион M-1 Challenge в лёгком весе.

## Галерея
- Выезд с с.Борагангечув
- Улица